# Мотылёв, Василий Иванович
Васи́лий Ива́нович Мотылёв (24 июня 1878 — после 1937) — русский и советский архитектор.

## Биография
Окончил Сретенское (Тушинское) училище. В 1906 (по другим данным в 1904) году окончил Московское училище живописи, ваяния и зодчества со званием классного художника архитектуры. С 1907 года работал сверхштатным техником Строительного отделения Московского городского правления. До 1917 года работал помощником архитектора 5-го отделения Московской городской управы. Жил на Новой Басманной улице, 33.
В. И. Мотылёв имел собственную мастерскую, размещавшуюся на Большой Дмитровке, 9. Архитектурная мастерская изготавливала проекты, чертежи, сметы, осуществляла подряды на строительство. В составе мастерской существовал самостоятельный отдел, занимавшийся применением железобетона, отоплением и вентиляцией зданий.
Сочетался браком 19 мая (2 июня) 1906 с дочерью австрийского подданного Маргаритой Яковлевной Форст. Брак был расторгнут 23 февраля 1920 года.
Судьба В. И. Мотылёва после 1937 года неизвестна.

## Постройки
- Особняк Вильштрем (1906, Москва, Последний переулок, 12), разобран в 1912 году;
- Доходный дом М. Васильева в стиле рационального модерна (1910, Москва, Улица Щипок, 20);
- Доходный дом Л. М. Матвеевского (строил Ф. Н. Кольбе) (1910, Москва, Пречистенка, 38-40);
- Перестройка Особняка М. Г. Понизовского (1910—1914, Москва, Поварская улица, 42);
- Перестройка особняка В. В. Назаревского (1914—1916, Москва, Капельский переулок, 8 — Проспект Мира, 49а);
- Церковь Спаса Нерукотворного Образа по рисункам художника С. И. Вашкова (1915—1916, Московская область, г. Пушкино, мкрн. Клязьма, ул. Лермонтова, 20);
- Застройка территории между улицами Суворовской и Девятой роты 5-этажными жилыми домами (1926, Москва);
- Реконструкция жилой застройки домовладения (1937, Москва, Большая Якиманка, 22-24).